# Staniel Cay
Staniel Cay är en ö i Bahamas.   Den ligger i distriktet Black Point District, i den sydöstra delen av landet, 130 km sydost om huvudstaden Nassau. Arean är 1,8 kvadratkilometer.
Terrängen på Staniel Cay är mycket platt. Öns högsta punkt är 24 meter över havet. Den sträcker sig 3,1 kilometer i nord-sydlig riktning, och 1,4 kilometer i öst-västlig riktning.